# Walking in the Air
A "Walking in the Air" Raymond Briggs 1976-os A Hóember című mesekönyvéből készült 1982-es rajzfilmhez írt zene, melynek szerzője Howard Blake. A mesében a dalt a Szent Pál székesegyház egyik karénekese, Peter Auty adta elő. Az ezt követően megjelent, az Egyesült Királyság eladási listáin az ötödik helyig jutó kislemezen a számot a wales-i Aled Jones karénekes énekelte fel, s ennek köszönhetően népszerű híresség vált belőle. Bár Jones változata nem egyezett meg az eredeti, a mesében elhangzott változattal, de  Howard Blake ezt is engedélyezte. Ezt követően a "Walking in the Airt" számos különböző művész több, eltérő műfajban is feldolgozta.
A dal a brit televíziókban karácsony környékén rendszeresen levetített mese központi része lett. A mese története egy fiatal fiú és életre kelt hóember rövid ideig tartó kalandjait mutatja be. A történet második részében a fiú és a hóember az Északi-sarkra repül. A "Walking in the Air" az utazás zenei motívuma. Itt egy hóemberek által rendezett partin vesznek részt, ahol a fiú az egyetlen emberi lény. Találkoznak Télapóval és a rénszarvasával, és a fiú egy hóemberekkel díszített zsebkendőt kap ajándékba.
A dal olyannyira népszerű maradt, hogy egy szénsavas üdítőital 2006-os televíziós  reklámjában ennek egy parodizált változatát használták fel. Ebben a szerkesztett változatában a dal egy fiú és hóember történetét meséli el, akik átrepültek Edinburgh, Loch Ness és Glasgow felett is. Miután a gyerek visszautasítja, hogy a hóember megkóstolhassa az italt, a hóember a George Square közelében a hóra dobja.

## Változatok
- Andrew Johnston Faryl Smith-szel közösen duettben énekelte fel a számot 2008-as One Voice című lemezére
- Aled Jones (fiú szoprán) és Aled Jones (felnőtt bariton) együtt énekelte fel a dalt a 2007-es You Raise Me Up-The Best of Aled Jones című albumra
- Az Angelis ugyanilyen éven kiadott 2006-os lemeze 2006
- Aurora, teljes nevén Aurora Aksnes (Walking in the Air) 2016
- Barry Manilow & Celine Dion a "Walking In The Air" duett változatát rögzítette.
- Bill Thompson 6 változatban dolgozta fel a "Walking In The Airt", ezek között szerepel egy duett Peter Autyvel.
- A breakcorestílusban játszó Shitmat zenész használ fel részleteket a "Walking in the Airből" "Dis Dancehall Ting is Better Than That T.V. Ting Tony" címűdalában.
- A Celtic Woman együttesben szereplő Chloë Agnew a címadó "Last Rose of Summer/Walking in the Airben" használta fel ezt a karácsonyi dalt.
- Christine Guldbrandsen a "Walking in The Air" szövegénel egyes részleteit használta fel "Surfing In The Air" című dalában, mely az ugyanilyen című album egyik száma.
- Cliff Richard 2003-as Cliff at Christmas lemezén szerepel a szám
- Connie Talbot 2007-es Over The Rainbow albumának egyik dala
- Declan Galbraith 2001
- George Lam Waiting For a Night (hagyományos kínai írásjelekkel: 在等一個晚上) 1989-es dala[2]
- George Winston (The Snowman, Walking in the Air) 1992; (Forest Ezen a lemezen A hóemberből két másik szám, a "Building the Snowman" és a "The Snowman's Music Box Dance" is szerepel
- Grand Belial’s Key az "At the Blessed Grottóban" az 1997 Mocking the Philanthropist című albumukon zongorán előadja a Walking in the Airt.
- Hayley Westenra 2000: Walking in the Air, a barátoknak és a családnak készített bemutató lemez
- Joshua Redman 2007: Back East a dal első instrumentális változata
- Kenneth Smith (Walking in the Air) 1992
- King’s Singers (Kid’s Stuff, EMI) 1988
- Laura Greenwald, a "Believe – a holiday music collection" című albumion
- Nightwish (Walking in the Air az Oceanborn lemezen) 1998
- Az Oceansize élőben kétszer adta elő az Effloresce lemez turnéja alatt, a stúdióváltozatot 2007 decemberben rögzítették, Myspace-oldalukon pedig 1st Xmas Single címen jelent meg
- Plácido Domingo és Riccardo Cocciante az A Gala Christmas in Vienna alatt
- Rainbow Snowman (Bent Out Of Shape) 1983
- Royal Filharmonikus Zenekar/Tring Music School (Hybrid) 1995
- Spoonbender 'TBA' (EMI Records) 2005
- St. Philips Boy's Choir az 1997-es Angel Voices 3 című albumukon, Solist Liam O'Kane
- Tarja Turunen (Henkäys Ikuisuudesta) 2005
- The Shadows (Simply Shadows) 1987
- The Swingle Singers (Walking in the Air) 2006
- Graal (Walking in the Air) 2005
- Az Iron Maiden két gitárosa, Adrian Smith és Dave Murray a Somewhere in Time bemutatóturnéján játszotta a dalt. A dal első felében a két gitáros szóló duett formában játsszák, a második felében pedig Murray játszotta a vokális részt, míg Smith a ritmuskíséretet. Ezt a változatot "Walking On Glass" címen ismerik.

## Fordítás
- Ez a szócikk részben vagy egészben  a   Walking in the Air című angol Wikipédia-szócikk ezen változatának fordításán alapul.  Az eredeti cikk szerkesztőit annak laptörténete sorolja fel. Ez a jelzés csupán a megfogalmazás eredetét és a szerzői jogokat jelzi, nem szolgál a cikkben szereplő információk forrásmegjelöléseként.